# First Rand
FirstRand Limited, également connu sous le nom de FirstRand Group, est la société holding de FirstRand Bank et un prestataire de services financiers en Afrique du Sud. Il est l'un des prestataires de services financiers agréés par la Banque de réserve d'Afrique du Sud, l'autorité nationale de régulation bancaire.
Cotée à la Bourse de Johannesbourg et à la Bourse de Namibie, FirstRand Limited est l'une des plus grandes institutions financières d'Afrique du Sud. Elle propose des produits et services bancaires, d'assurance et d'investissement aux particuliers, aux entreprises, aux grandes entreprises et au secteur public. Outre l'Afrique du Sud, le groupe est présent dans huit pays africains clés: le Botswana, la Namibie, l'Eswatini, le Lesotho, la Zambie, le Mozambique, la Tanzanie, le Ghana et le Nigéria. FirstRand Bank possède des succursales à Londres, à Guernesey et en Inde.

## Histoire
L'histoire du groupe FirstRand remonte aux années 1970, en tant que banque d'investissement. Le groupe actuel a été créé le 1er avril 1998, par la fusion des participations dans les services financiers d'Anglo American Corporation of South Africa Limited (aujourd'hui Anglo American plc) et de RMB Holdings (RMBH), afin d'atteindre l'objectif d'un groupe unifié de services financiers,.
En novembre 2012, la Banque centrale du Nigéria a délivré les premières licences de banque d’affaires depuis plus d’une décennie à RMB Nigeria et à une autre entreprise locale.
En novembre 2017, First Rand annonce l'acquisition de la banque britannique Aldermore, ayant environ 1 000 employés, pour 1,1 milliard de livres, dans le but de la réunir avec sa filiale locale MotoNovo, spécialisée dans le financement de véhicules.
En 2024, un tribunal britannique a condamné Close Brothers Group et First Rand pour vente abusive de prêts aux acheteurs de voitures. Ils versaient des commissions à des concessionnaires automobiles pour avoir recommandé leurs prêts, sans que ces derniers les révèlent aux acheteurs. First Rand a contesté les conclusions du tribunal.